# Острова Фирнлея
Острова Фирнлея — группа островов в восточной части Карского моря, расположенных в 30 км от материка. Четыре острова вытянуты вдоль линии и удалены друг от друга на 1,5—3 км. Открыты Ф. Нансеном в ходе Норвежской полярной экспедиции. Административно являются частью Красноярского края.